# مقررات‌زدایی
مقررات زدایی کنش یا فرایند برداشتن یا کاستن از مقررات حکومتی است. بنابراین این کار متضاد مقررات است، که مراد از آن فرایند مقررات گذاری دولتی بر فرایندهای خاص است.
دلیل ارائه شده برای آن، رقابت و بهره وری بیشتر در نتیجه ی کاستن از مقررات و ساده کردن آن است. مخالفان آن آلودگی زیست محیطی و انحصار را عنوان می‌کنند.

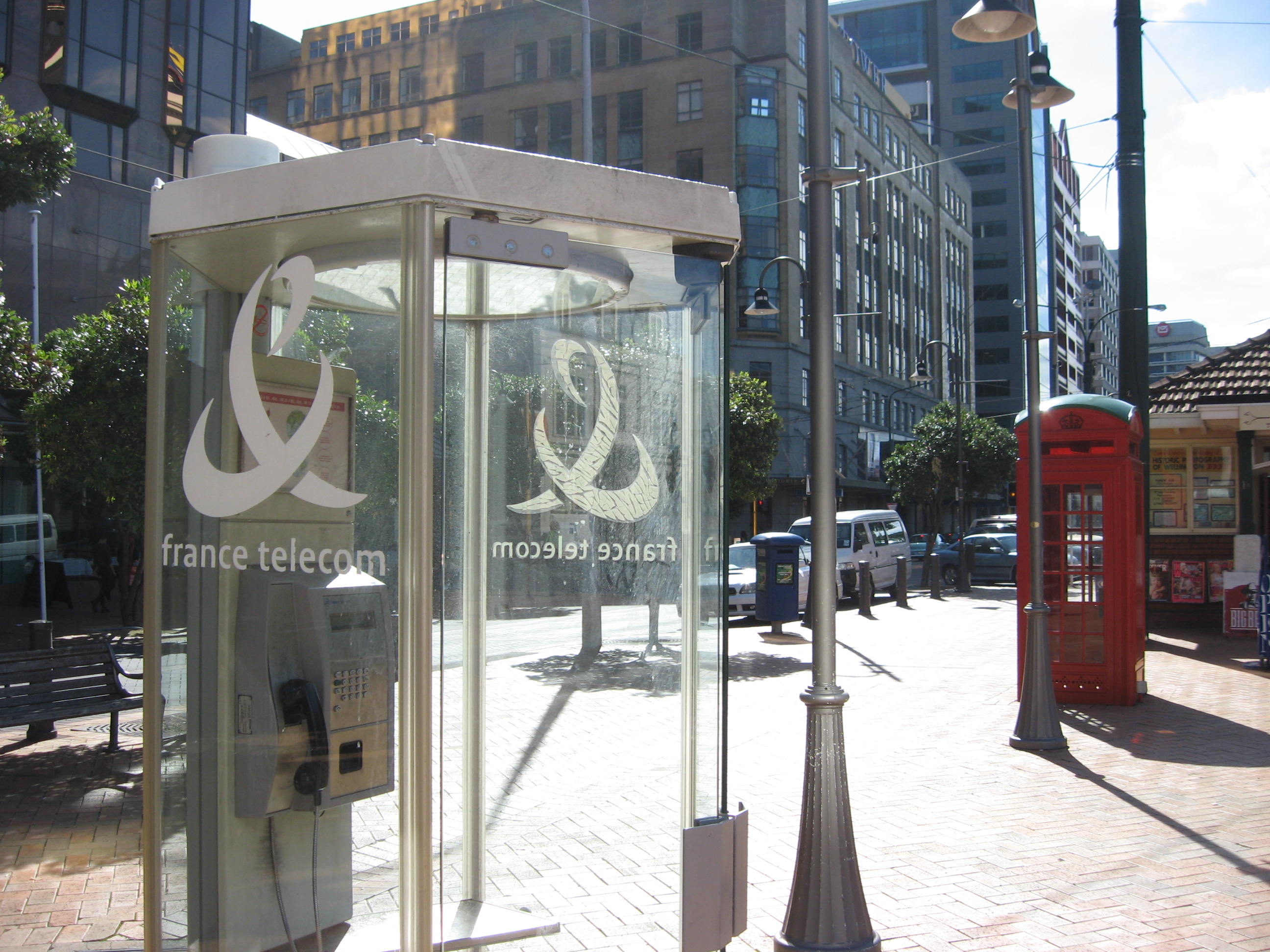
اورنج در نتیجهٔ مقررات زدایی، از تلفن‌های عمومی در نیوزیلند بهره برداری می‌کند.